# Carl Domke

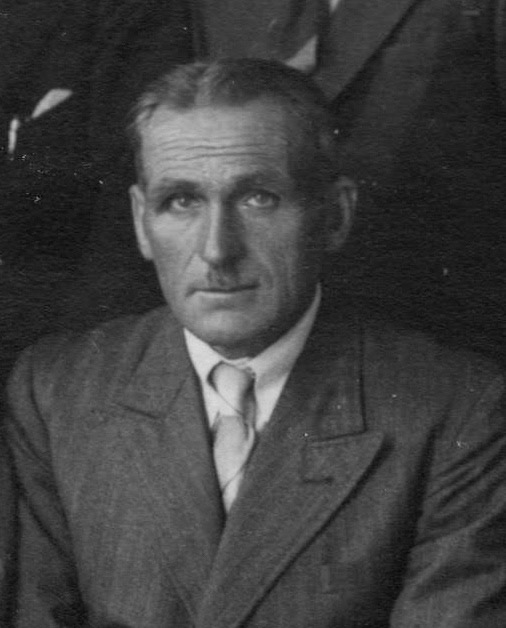

Carl Schmerzenreich Domke, (7. Dezember 1889 in Abbau-Lanken, Kreis Flatow – 6. Januar 1962 in Gronau, Westfalen) war ein deutscher Widerstandskämpfer gegen den Nationalsozialismus. 

## Leben

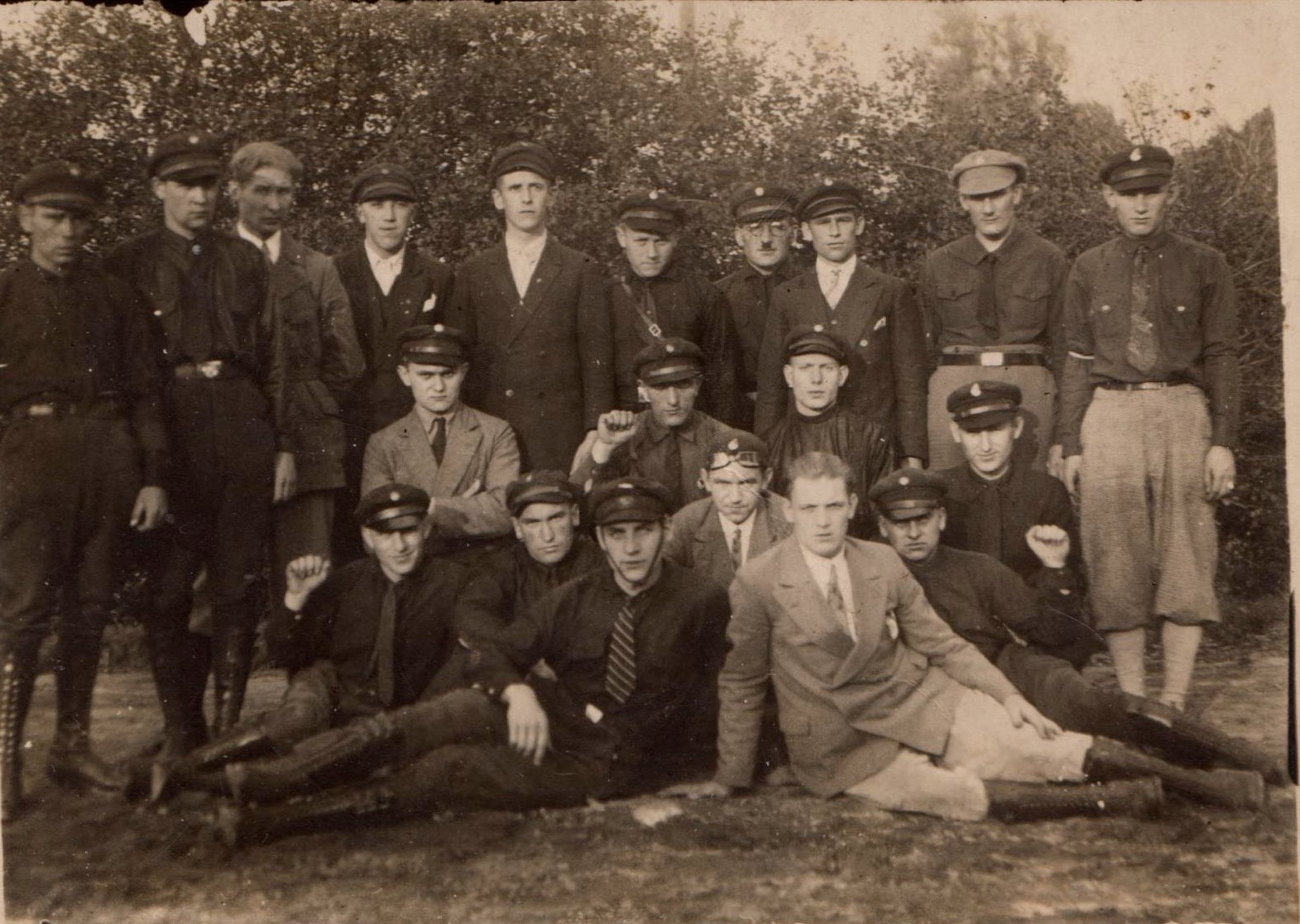
Rotkämpferbund Gronau

Carl Domke kam 1922 mit seiner Frau Elli Domke und der gemeinsamen Tochter Margarete nach Gronau. Ab 1931 war er Mitglied der KPD und der Roten Hilfe. Im Jahr 1932 wurde er Leiter des Roten Frontkämpferbunds (RFB) in Gronau. Er wurde in der Zeit vom März 1933 bis Dezember 1933 in den Polizeigefängnissen Gronau und Münster sowie im KZ Brauweiler und im KZ Papenburg festgehalten. 
Carl und Elli Domke brachten gemeinsam mit ihrer Tochter Grete Kusber acht bis zehn Flüchtlinge aus Wuppertal bei Overdinkel über die Grenze in die Niederlande. Sie riskierten damit ihr eigenes Leben und das ihrer Familienangehörigen. Nachdem ihre Tochter Grete am 7. Juli 1936 ins Exil in die Niederlande gegangen war, übernahm das Ehepaar die Zuständigkeit für den illegalen Literaturvertrieb von Holland nach Deutschland für die KPD. Das Ehepaar wurden schließlich von einem Nachbarn, der in der gleichen Straße im Haus Nr. 18 wohnte, verraten. Am 17. August 1936 verkleideten sich zwei Gestapo-Leute, gaben sich als politische Flüchtlinge aus und baten bei Familie Domke um Hilfe. Sie wurden aufgenommen, bekamen Essen und Kleidung. Außerdem organisierte das Ehepaar die Flucht in die Niederlande. Genosse Bernhard Klynsma wurde beauftragt, die angeblich Verfolgten bei Nacht über die Deutsch-Niederländische Grenze zu bringen. Dort schnappte die Falle zu, Klynsma wurde festgenommen und die gesamte Straße, in der die Domkes wohnten, abgeriegelt. Die Gestapo nahm sogleich die gesamte Familie fest.
Elli Domke, ihr Sohn Walter Dittmann und Bernhard Klynsma wurden zum Gerichtsgefängnis nach Hamm überführt, wegen Hochverrates angeklagt und am 16. März 1937 verurteilt. Dittmann, Mitglied der SS, wurde mit einer Zuchthausstrafe von drei Jahren und sechs Monaten bestraft, weil er seine Eltern und Schwester nicht bei der Gestapo angezeigt hatte. Elli Domke und Bernhard Klynsma wurden in ein Konzentrationslager gebracht. Was mit Carl Domke geschah, ist bislang nicht bekannt.

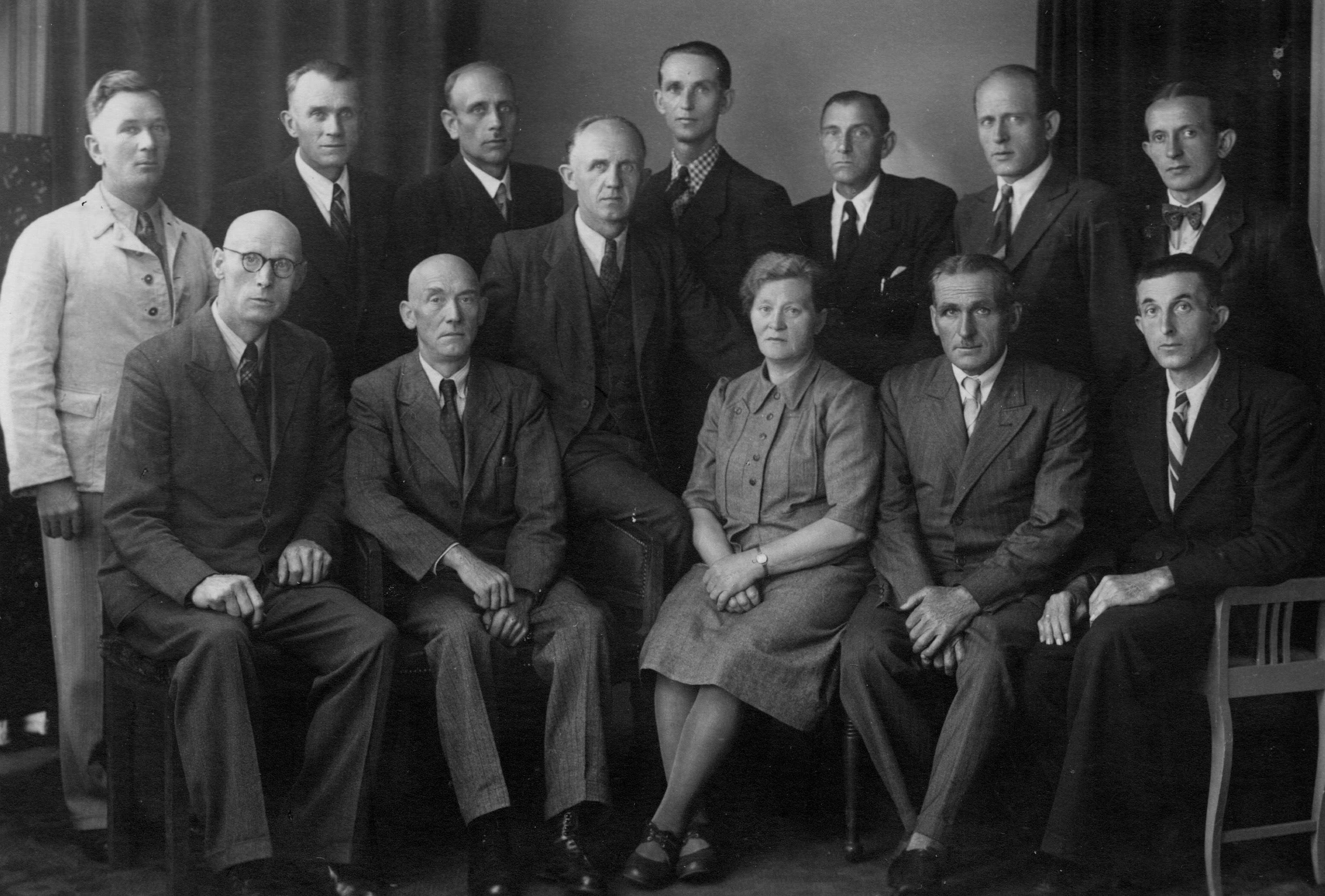
Sozialausschuss 1950 mit dem Ehepaar Domke, beide in der ersten Reihe, 3. und 4. von links

Carl Domke war nach dem Ende des NS-Regimes wieder politisch aktiv und beim Wiederaufbau der KPD, der Gewerkschaft IG Bau-Steine-Erden sowie des DGB im Kreis Ahaus führend beteiligt. In der Folge gehörte er auch, gemeinsam mit seiner Frau Elli, als Sachkundiger Bürger dem Sozialausschuss der Stadt Gronau an.

## Gedenken
Am 29. April 2015 wurden zu Ehren von Carl Domke, seiner Ehefrau und ihrer Tochter Margarethe Kusber in der Piepenpohlstraße 22 in Gronau drei Stolpersteine verlegt. Initiiert wurde die Verlegung von Şahin Aydın, damals Ratsherr in Bottrop und Vorsitzender des deutsch-kurdischen Freundeskreises. Bürgermeisterin Sonja Jürgens begrüßte die Angehörigen der drei Geehrten: „Wir verbeugen uns heute vor Elli und Carl Domke und vor Margarethe Kusber. Es ist wichtig, und ich bin stolz darauf, solch mutige Bürgerinnen und Bürger in unserer Stadt gehabt zu haben.“